# Acampsis chrysotegula
Acampsis chrysotegula är en stekelart som beskrevs av Sergey A. Belokobylskij och Vladimir Ivanovich Tobias 1993. Acampsis chrysotegula ingår i släktet Acampsis och familjen bracksteklar. Inga underarter finns listade i Catalogue of Life.